# Volvo B6F
Volvo B609, Volvo B6F och Volvo B6FA är en serie busschassin med längsmonterad motor fram, tillverkade av Volvo mellan 1976 och 1987. Serien började tillverkas 1976 i och med lanseringen av Volvo B609, som rent tekniskt var ett Volvo F6-lastbilschassi utan hytt. Detta chassi utvecklades 1978 till Volvo B6F som var mer anpassat att vara ett busschassi.
Dessa chassin har motorn monterad ovanpå framaxeln. I samband med lanseringen av B6F lanserades även det större Volvo B6FA-chassit som hade motorn monterad framför framaxeln. Volvo B6F tillverkades till 1982 och B6FA till 1987. Chassina fick aldrig någon direkt efterträdare, men kan indirekt sägas ha ersatts av det korta bakmotorchassit Volvo B6 1991.